# Enipo notialis
Enipo notialis är en ringmaskart som först beskrevs av Monro 1939.  Enipo notialis ingår i släktet Enipo och familjen Polynoidae. Inga underarter finns listade i Catalogue of Life.